# 島袋笠臣
島袋笠臣（Robson Vaz Shimabuku，1988年4月26日—），生於巴西馬里利亞，琉球裔巴西足球運動員，司職中場，是巴甲球會山度士的青訓產品。其後在2009年加盟葡甲球會奧利維倫斯，並展開其職業足球生涯。在2016年6月1日，他與葡甲球會科瓦彼達迪簽約。2018年4月11日，他在3–2擊敗前球會奧利維倫斯時，貢獻出2球兼1助攻，賽後更錄得其第300場葡甲上陣紀錄。6月30日，他被外借到進行改革的香港球會東方龍獅。

## 外部連結
- Robson Shimabuku （页面存档备份，存于）
- Robson Shimabuku （页面存档备份，存于）
- Robson Shimabuku （页面存档备份，存于）
- Robson Shimabuku